# 黒柳朝
黒柳 朝（くろやなぎ ちょう、1910年9月6日 - 2006年8月16日）は、日本の随筆家である。愛称は「チョッちゃん」。長女は女優・タレントの黒柳徹子。

## 来歴・人物
北海道空知郡滝川町（現・滝川市）で、開業医の父・門山周通と母・三好の長女として生まれる。門山家は代々松山藩の家臣で、祖父・門山周智は東京で医学修業ののち故郷の山形県松山町（現・酒田市）で開業、町会議員も務めた人物。その次男である周通は鶴岡中学（現・山形県立鶴岡南高等学校）、仙台医学専門学校（現・東北大学医学部）卒業後、北海道に渡って産婦人科を開業していた。医学生時代は魯迅と在学期間が重なっている。画家の村山槐多ははとこにあたる（周智の兄の孫）。
母・三好がミッションスクールの宮城女学校（現・宮城学院中学校・高等学校）に再入学するため三好と朝は仙台へ転居し、朝は仙台東二番町小学校に入学。仙台での生活は二年間で終止符を打ち、三好の卒業と同時に再び北海道へ。1923年に岩見沢高等女学校（現・北海道岩見沢西高等学校）に進学し、4年間の寄宿舎生活を送る。
音楽教師の勧めにより、1927年に上京し東洋音楽学校（現・東京音楽大学）声楽科入学。在学中にベートーヴェンの『第九交響曲』の演奏会を共にして知り合った新交響楽団（NHK交響楽団の前身）の首席ヴァイオリン奏者・黒柳守綱と結婚し、アパート「乃木坂クラブ」で新婚生活を始める。自身の著書『トットちゃんと私 』によると、音楽学校を卒業することもなく、志半ばでパパと出会い、まるで人さらいに遭ったように結婚させられていたとあり、音楽学校を中退したような記述がある。長女・黒柳徹子、長男・明兒、二男・黒柳紀明、二女・黒柳眞理が生まれるが、長男が1944年5月に敗血症で死亡。
1944年に夫が中国戦線へ出征した後、1945年3月10日の東京大空襲をきっかけに青森県三戸郡の諏訪ノ平へ疎開し、八戸への果物や野菜の行商で生計をたてる。1945年の終戦後は、諏訪ノ平から東京への行商で生計を立てる。
1949年末に夫がシベリア抑留から帰還、東京交響楽団のコンサートマスターとなる。夫が帰国後も行商を続ける。
日本基督教団鎌倉雪の下教会員になる。
長女・徹子の著書『窓ぎわのトットちゃん』がベストセラーになったことで世間からの注目が集まり、雑誌『主婦と生活』の1982年4月号から10月号に自伝エッセイ『チョッちゃんが行くわよ』を連載、随筆家としての活動を開始する。自らの子育てなどをユーモラスな語り口で綴った同作は同年12月に主婦と生活社より刊行され、ベストセラーになった。同作はNHK連続テレビ小説『チョッちゃん』としてドラマ化された。また、1993年刊行の自伝『チョッちゃん物語』（金の星社）は1996年に同名でアニメ映画化された。
俳優としてブレイク前の三上博史は、カリフォルニアの黒柳朝の家に居候していたことがある。
滝川市名誉市民で、滝川市の「市の花」にコスモスが制定されたのは、黒柳の言葉がきっかけであったという。また、幼いころよりキリスト教文化に親しみ趣味で西洋の古美術品を収集していたことから、約600点のコレクションを故郷の滝川市に「チョッちゃん・アンティーク・コレクション」として寄贈した。
2006年8月16日、心不全のため東京都内の病院にて死去。享年96（満95歳没）。翌9月には、長女・徹子が聞き手となり子育てや家族について述べた最後の著書『チョッちゃんは、もうじき100歳』（主婦と生活社刊）が刊行された。

## 著書
- 『チョッちゃんが行くわよ』主婦と生活社、1982年12月1日。NDLJP:12194482。
- チョッちゃんだってやるわ（朝日新聞社、1985年5月）
- 『バァバよ大志をいだけ』主婦と生活社、1986年9月20日。NDLJP:12190417。
- 『チョッちゃんのここまで来た道』講談社、1987年7月24日。NDLJP:12191403。
- チョッちゃんの心はいつもコロンブス（主婦と生活社、1987年9月）
- チョッちゃんの私は心の花咲かバァバ（リヨン社、1989年2月）
- トットちゃんと私（主婦と生活社、1990年8月）
- 花があったからいつも倖せだった（文化出版局、1991年10月）
- 魔女っ子チョッちゃん―旅のまにまに（主婦と生活社、1992年9月）
- チョッちゃん物語（金の星社、1993年6月）
- チョッちゃんは、もうじき100歳（主婦と生活社、2006年9月）

## 演じた女優・声優
- 古村比呂 - 連続テレビ小説『チョッちゃん』（1987年、NHK）[注 1]
- 島本須美（声） - 劇場アニメ『チョッちゃん物語』（1996年、シネマとうほく）
- 安田成美 - 土曜ドラマ『トットてれび』（2016年、NHK総合）
- 松下奈緒 - 帯ドラマ劇場『トットちゃん!』（2017年、テレビ朝日）
- 杏（声） - 劇場アニメ『窓ぎわのトットちゃん』（2023年 - 、シンエイ動画）[注 2]